# 東新木停留場
東新木停留場（ひがししんぎていりゅうじょう）は、高知県高知市高須新木にあるとさでん交通後免線の路面電車停留場。

## 歴史
東新木停留場は1975年（昭和50年）に新設された停留場である。

### 年表
- 1975年（昭和50年）4月8日：土佐電気鉄道の停留場として開業[1][2]。
- 2014年（平成26年）10月1日：土佐電気鉄道が高知県交通・土佐電ドリームサービスと経営統合し、とさでん交通が発足[3]。とさでん交通の停留場となる。

## 停留場構造
乗り場は2面あり、2本の線路を挟み込むように配置される。互いの乗り場の位置は斜向かいに離れていて、東にはりまや橋方面行きの乗り場、西に後免町方面行きの乗り場がある。はりまや橋方面には安全地帯となるホームが設置されるが、後免町方面は北を並走する道路上に白線で乗り場が示されるのみ。

## 停留場周辺
- 国道195号
- 舟入川
- 高知東郵便局

## 隣の停留場
とさでん交通
後免線
田辺島通停留場 - 東新木停留場 - 新木停留場